# 사할린-하바롭스크-블라디보스토크 파이프라인

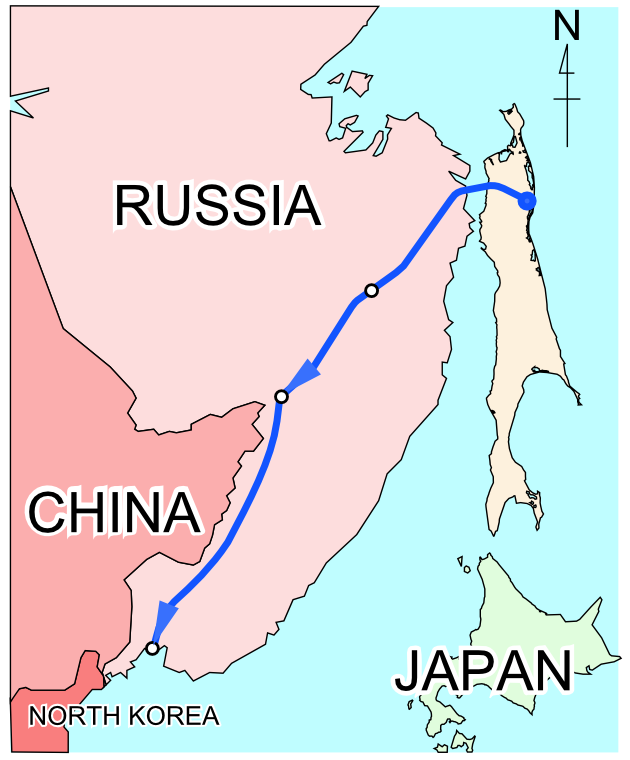

사할린-하바롭스크-블라디보스토크 파이프라인(러시아어: Сахалин — Хабаровск — Владивосток)은 러시아 사할린, 하바롭스크, 블라디보스토크 사이에 걸쳐 있는 가스프롬의 천연 가스 파이프라인이다.

## 같이 보기
- 시베리아의 힘